# مکبث (شخصیت)
مکبث (انگلیسی: Macbeth) شخصیت عنوان و قهرمان اصلی مکبث اثر ویلیام شکسپیر است. مکبث تیولدار آزاده گلامس و همسر لیدی مکبث است. مکبث و همسرش فرزندی ندارند. او شخصیتی شجاع و سردار موفق لشکر پادشاه دانکن است.